# Vaccin meningococic
Vaccinul meningococic se referă la orice vaccin utilizat pentru a preveni infecția cu Neisseria meningitidis. Diferite variante ale acestuia sunt eficiente împotriva unor sau a tuturor tipurilor de meningococ: A, B, C, W135 și Y. Vaccinurile sunt eficiente în proporție de 85-100%, timp de cel puțin doi ani. Rezultatul acestora se manifestă printr-o scădere a cazurilor de meningită și sepsis în cadrul populațiilor care le utilizează la scară largă. Acestea se administrează fie prin injecție
intramusculară⁠(d), fie prin injecție subcutanată.
Organizația Mondială a Sănătății recomandă țărilor cu o rată moderată sau ridicată de contactare a bolii sau cu focare frecvente să se supună vaccinării de rutină⁠(d). Grupurilor de risc din țările cu un grad scăzut de infecție li se recomandă să se imunizeze. În zona centurii meningitei din Africa⁠(d) sunt întreprinse acțiuni pentru a imuniza toți oamenii cu vârsta cuprinsă între 1 an și 30 de ani cu  vaccinul conjugat⁠(d) meningococic pentru serotipul A. În Canada și Statele Unite ale Americii, vaccinurile eficiente împotriva tuturor celor patru tipuri sunt recomandate drept vaccinuri de rutină pentru adolescenți și persoane ce prezintă un risc ridicat de contactare a bolii. De asemenea, acestea sunt necesare pentru călătoriile către Mecca pentru Hajj.
În general, siguranța este asigurată. Anumite tipuri creează senzație de durere și roșeață la locul administrării. Administrarea acestuia în timpul sarcinii pare să fie sigură. Reacțiile alergice severe sunt înregistrate la mai puțin de un milion de doze.
Primul vaccin meningococic a devenit disponibil în anii 1970. Acesta se află pe lista
medicamentelor esențiale a Organizației Mondiale a Sănătății, cea mai importantă medicație necesară într-un sistem de sănătate de bază.